# اون جوگیا
اَوِن جوگیا (انگلیسی: Avan Jogia؛ زادهٔ ۹ فوریهٔ ۱۹۹۲) یک خواننده و هنرپیشه اهل کانادا است. وی از سال ۲۰۰۶ میلادی تاکنون مشغول فعالیت بوده‌است.

## فیلم‌شناسی

### سینمایی
| سال  | فیلم                       | نقش             | یادداشت |
| ---- | -------------------------- | --------------- | ------- |
| ۲۰۱۱ | یافتن امید، اکنون          | سانتوس دلگادو   |         |
| ۲۰۱۵ | ده‌هزار قدیس                | تدی مک‌نیکلاس    |         |
| ۲۰۱۵ | من مایکل هستم              | نیکو گلدستون    |         |
| ۲۰۱۸ | رؤیای شب نیمه تابستان      | رابن گودفلو     |         |
| ۲۰۱۸ | سال کاغذی                  | دن نایتینگل     |         |
| ۲۰۱۹ | شفت                        | کریم حسن        |         |
| ۲۰۱۹ | سرزمین زامبی‌ها: شلیک نهایی | برکلی           |         |
| ۲۰۲۱ | رزیدنت ایول                | لیان اسکات کندی |         |

### تلویزیون
| سال       | عنوان                             | نقش         | یادداشت |
| --------- | --------------------------------- | ----------- | ------- |
| ۲۰۰۶      | دختری چون من: داستان گوئن آرائوخو | دنی آرائوخو |         |
| ۲۰۰۹      | تماشایی!                          | تاجید کیلین |         |
| ۲۰۱۰-۲۰۱۳ | ویکتوریوس                         | بک الیور    |         |
| ۲۰۱۱      | آی کارلی                          | بک الیور    |         |
| ۲۰۱۳-۲۰۱۴ | پیچ‌خورده                          | دنی دسایی   |         |
| ۲۰۱۵      | توت                               | توت‌عنخ‌آمون  |         |
| ۲۰۱۹      | اینک آخرالزمان                    | اولین زین   |         |